# TV Set
TV Set (The TV Set) è un film del 2006 diretto da Jake Kasdan, presentato in anteprima al Tribeca Film Festival.

## Trama
Mike ha finalmente realizzato l'episodio pilota di una nuova sitcom, assolutamente fuori dagli schemi delle classiche produzioni televisive. Prima della messa in onda deve però fare i conti con i dirigenti del network, guidati da Lenny, che fanno di tutto per modificare e stravolgere la sua creazione, costringendolo a mille compromessi.